# ドラマ5
『ドラマ5』（ドラマファイブ）は、BS朝日が編成しているテレビドラマの再放送枠である。編成時間は毎週月曜 - 木曜 17:00 - 18:00 （日本標準時）。
2020年現在は毎週月曜 - 金曜 16:57 - 18:00 （日本標準時）で放送。

## 概要
編成開始時はテレビ朝日の『木曜ミステリー』枠で放送されていた作品や相棒シリーズの作品を放送していた。
2020年時点では必殺シリーズを中心に放送している。スポーツ中継や特別番組がある場合、中止の場合あり。